# Shahrestān-e Āzādshahr
Shahrestān-e Āzādshahr (persiska: شهرستان آزادشهر, آزادشهر) är en delprovins (shahrestan) i Iran.   Den ligger i provinsen Golestan, i den norra delen av landet, 400 km öster om huvudstaden Teheran.
Delprovinsen hade 96 803 invånare 2016.